# C14 Timberwolf
O C14 Timberwolf MRSWS (Medium Range Sniper Weapon System; Sistema de Arma de Precisão de Médio Alcance) é um fuzil de precisão de ação por ferrolho produzido pela empresa de armas canadense PGW Defence Technologies Inc. Em 2005, eles ganharam o contrato para fornecer ao Comando das Forças Terrestres Canadenses o C14 Timberwolf MRSWS por US$ 4,5 milhões.
A versão militar do fuzil, que está sendo usada para substituir o fuzil de precisão C3A1, começou como um fuzil esportivo de precisão civil. O fuzil militar, no entanto, tem várias modificações para torná-lo mais adequado para uso militar, e muitos acessórios estão disponíveis.
A designação militar oficial para o fuzil é C14 Timberwolf Medium Range Sniper Weapon System (MRSWS).

## História
O fuzil Timberwolf foi originalmente desenvolvido como um rifle civil de caça de longo alcance e tiro esportivo para cartuchos super magnum pela empresa canadense Prairie Gun Works, agora PGW Defence Technologies Inc. O rifle civil Timberwolf é oferecido em várias câmaras, até o cartucho .408 Cheyenne Tactical e o cartucho .416 PGW, um cartucho wildcat baseado no .408 Cheyenne Tactical. Esses cartuchos de fuzil são dimensionalmente maiores e mais poderosos quando comparados ao cartucho .338 Lapua Magnum usado no C14 Timberwolf usado pelas forças armadas canadenses.
Durante a década de 1990, as Forças Armadas Canadenses formularam um requisito para um fuzil de precisão que pudesse cumprir uma função antipessoal de até 1.200 m. Este fuzil antipessoal de longo alcance substituiria o antigo fuzil de ferrolho C3A1 que disparava o cartucho menor 7,62×51mm NATO que estava em serviço desde a década de 1950.
Em 2001, durante os testes de novos fuzis de precisão na CFB Gagetown, o C14 Timberwolf MRSWS foi escolhido para se tornar o novo fuzil de precisão antipessoal designado para as Forças Canadenses. O C14 Timberwolf MRSWS entrou em produção para o Comando das Forças Terrestres Canadenses em 2005.
Desde a introdução do C14 Timberwolf MRSWS, o fuzil C3A1 foi lentamente removido do serviço ativo. O C14 Timberwolf MRSWS é agora o principal fuzil de precisão no arsenal das Forças Armadas Canadenses. Ele é altamente avaliado por atiradores de elite, que gostam do fuzil em si, bem como do alcance efetivo adicional e da penetração que o .338 Lapua Magnum oferece sobre o cartucho 7,62×51mm NATO do C3A1.
O potencial de precisão do C14 Timberwolf é declarado pelo fabricante como sub 0,75 MOA com munição adequada. O padrão de precisão das Forças Canadenses foi avaliado pela probabilidade de acerto com um requisito de atingir um alvo do tamanho do peito a 1.200 m 90% do tempo. A PGW Defence Technologies Inc. teve uma média de mais de 95% neste padrão e cada arma entregue sob o contrato das Forças Armadas Canadenses foi avaliada quanto à precisão e testemunhada por oficiais do DND.

## Operadores
- Canadá: Usado pelas Forças Canadenses.[6][7]
- Reino Unido: Usado pelo Serviço Aéreo Especial.[8]
- Arábia Saudita: Usado pelo Exército da Arábia Saudita.
- Ucrânia: Usado pelas Forças Terrestres Ucranianas e pela Infantaria Naval Ucraniana - entregue pelo governo canadense no início de 2022 durante a invasão da Ucrânia pela Rússia.